# Gynoeceum

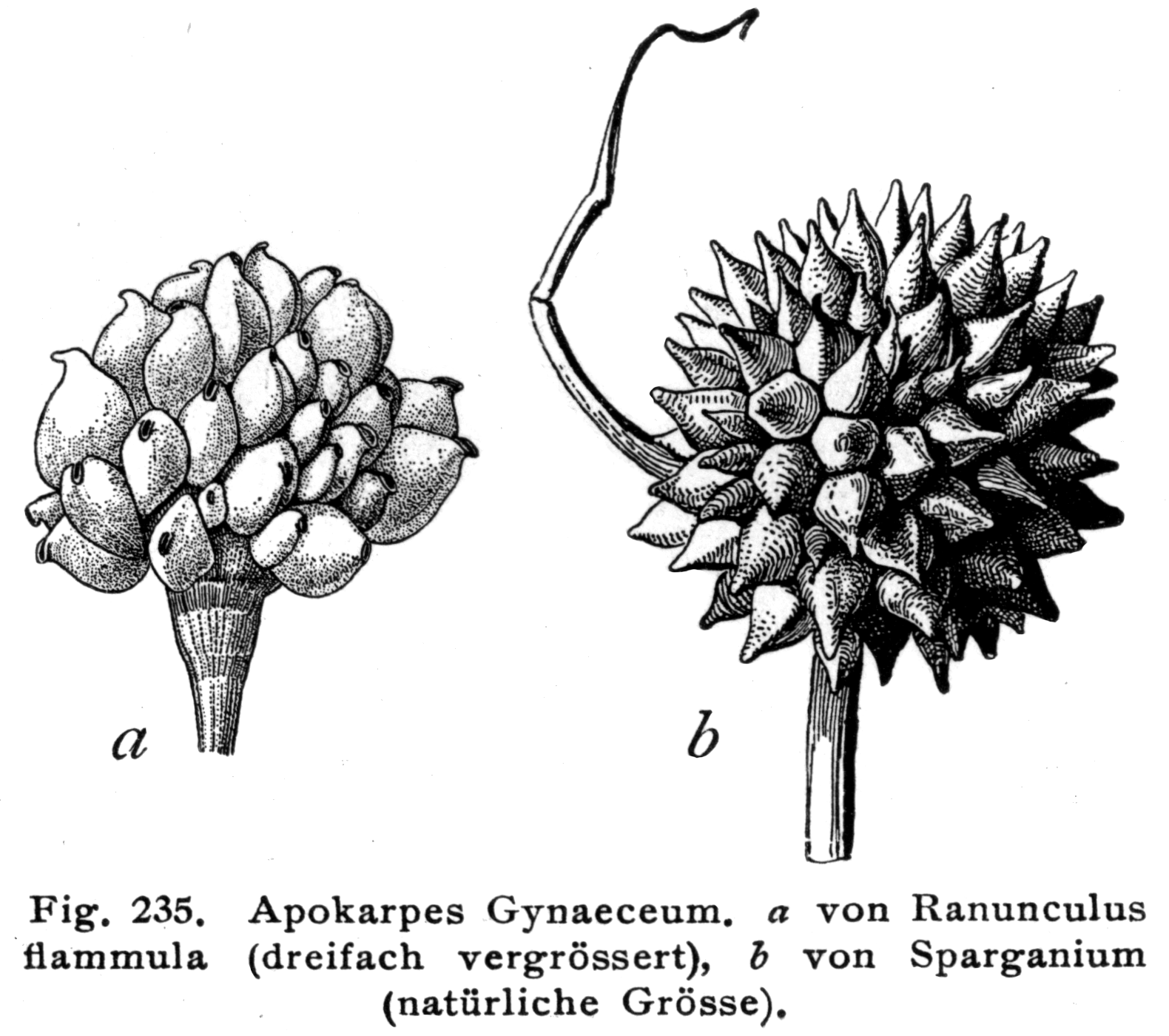
Apokarpe Gynoeceen des Brennenden Hahnenfuß (a) und eines Igelkolbens (b). Abbildung 235 aus Hegi, G. (1906): Illustrierte Flora von Mittel-Europa. Verlag J. F. Lehmann, München

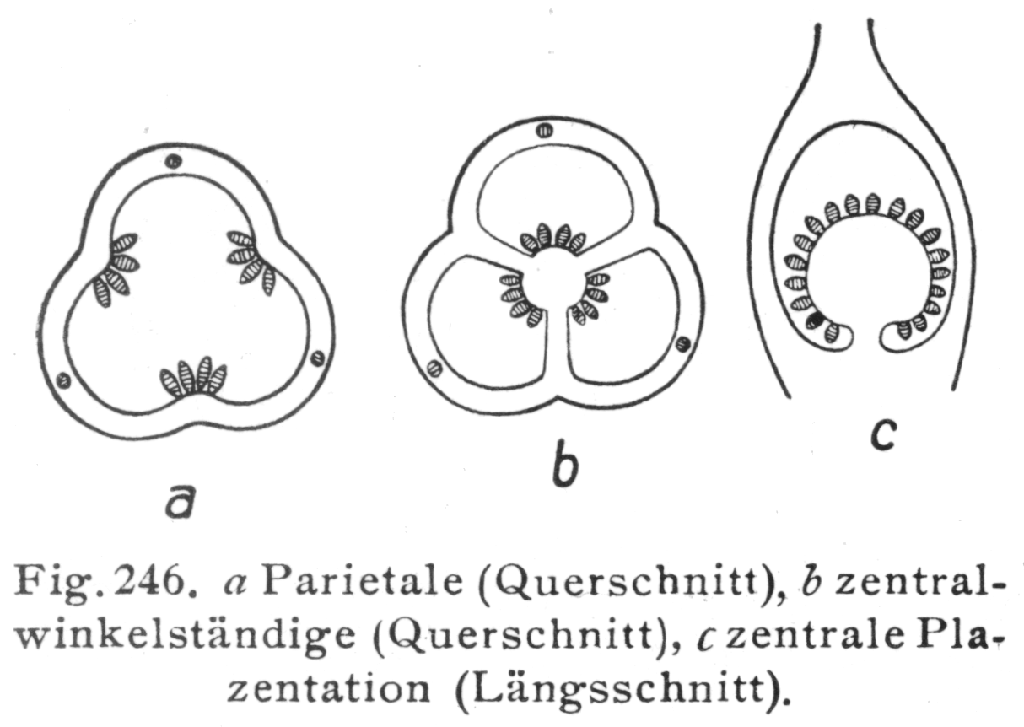
Plazentation von Gynoeceen:,
a coenokarp-parakarp; parietal,
b coenokarp-synkarp; zentral-winkelständig,
c zentral. Abbildung 246 aus Hegi, G. (1906), op. cit.

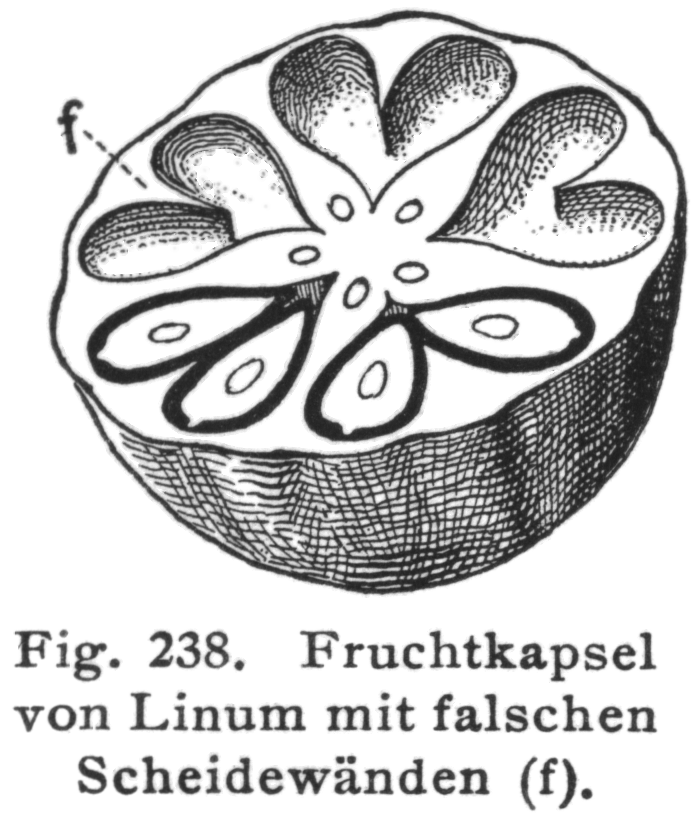
Querschnitt einer Kapselfrucht vom Lein mit echten und falschen Scheidewänden (f). Abbildung 238 aus Hegi, G. (1906), op. cit.

Stellung des Fruchtknotens. I oberständig II mittelständig III unterständig. a Androeceum g Gynoeceum p Kronblätter s Kelchblätter r Blütenachse

Mit Gynoeceum, auch Gynaeceum oder Gynäzeum (beides latinisierte Formen von altgriechisch γυναικεῖον gynaikeíon „Frauenwohnung“) bezeichnet man die Gesamtheit der Megasporophylle (Fruchtblätter, Karpelle – umgangssprachlich: „weibliche“ Blütenorgane) der Blüten von Samenpflanzen. Fruchtblätter tragen die Samenanlagen, in denen sich die Embryosackzelle (Megaspore) und der daraus hervorgehende, weibliche Gametophyt entwickeln; nach Befruchtung der Eizelle des Gametophyten bildet sich der Same (siehe auch: Samenpflanzen, Generationswechsel).
Die Bestandteile des Gynoeceums sind bei den Bedecktsamern an der Bildung der Frucht beteiligt. Die Form und Zusammensetzung des Gynoeceums sind wichtige Merkmale bei der Beurteilung der systematischen Stellung von Pflanzentaxa. Die Morphologie des Gynoeceums spielt eine entscheidende Rolle bei der Bestäubung und bei der Verbreitung der Samen und kann so Aufschluss über Aspekte der Ökologie einer Pflanze geben.
Bei den Bedecktsamern sind die Fruchtblätter spiralig oder wirtelig auf der Blütenachse angeordnet. Die Fruchtblätter der Bedecktsamer gliedern sich in einen unteren, fertilen Bereich mit den Samenanlagen, den Fruchtknoten (Ovar) und einen oberen, sterilen Abschnitt, den Griffel (Stylus), dessen oberes Ende die zur Aufnahme der Pollenkörner dienende Narbe (Stigma) darstellt. Häufig wird hier der Begriff Stempel (Pistill) verwendet.
Fruchtblätter sind von unten her congenital schlauchförmig verwachsen (congenital: die Verwachsung ist bereits bei der Bildung des Gewebes angelegt). Ein Teil des darüberliegenden Bereichs verwächst postgenital; die Nahtstelle der postgenitalen Verwachsung (Sutur) ist bei den Fruchtblättern vieler Taxa sichtbar. Beiderseits der Grenze bilden sich im Inneren des Fruchtblattes die Samenanlagen; das Gewebe, aus dem die Samenanlagen hervorgehen, heißt Plazenta. Auf der der Nahtstelle entgegengesetzten, dorsalen Seite des Fruchtblattes und in den Plazenten verlaufen Leitbündel.
Der Abschnitt der Blütenachse mit den Fruchtblättern befindet sich in verschiedener Stellung zum Androeceum oder dem Perianth, bei einigen Taxa bildet Achsengewebe ein Internodium aus und hebt damit die anderen Blütenorgane und/oder das Gynoeceum an (siehe unter Fruchtknoten). Man nimmt an, dass sich ursprüngliche Gynoeceen aus einer Vielzahl von freistehenden Fruchtblättern zusammengesetzt haben. Im Laufe der Evolution haben sich Formen mit wenigen oder nur einem Fruchtblatt herausgebildet (Oligomerisation), außerdem Gynoeceen mit untereinander verwachsenen Fruchtblättern. Gynoeceen mit freien Fruchtblättern bezeichnet man als chorikarp oder apokarp, Gynoeceen mit verwachsenen Fruchtblättern nennt man coenokarp.

## Apokarpe Gynoeceen, Morphologie der Fruchtblätter
Apokarpe bzw. chorikarpe, multicarpellate Gynoeceen bestehen aus mehreren und nicht untereinander verwachsenen Fruchtblättern. Ein apo-, chorikarpes Gynoeceum bilden z. B. die Hahnenfußgewächse. Möglich ist auch ein unikarpes, unicarpellates Gynoeceum, mit nur einem einzelnen Fruchtblatt.
Auch können mehrere teils verwachsene Fruchtknoten gleichzeitig vorhanden sein. Möglich ist, dass angrenzende Fruchtblätter nur teilweise, knapp verwachsen sind mit freien Griffeln (hemi-apocarpous, semicarpous) oder durch den Blütenboden verbunden sind (pseudo-coenokarp). Es können selten auch zwei oder mehrere Fruchtknoten von verschiedenen Blüten ganz oder teilweise zu einem Syngynium (pseudo-monomer) verwachsen sein.

## Coenokarpe Gynoeceen
Bei coenokarpen und syn- oder parakarpen Gynoeceen sind die Fruchtblätter miteinander verwachsen mit freien oder verwachsenen Griffeln. Bei auf der ganzen Länge verwachsenen Fruchtblättern kann die Anzahl der Narbenlappen einen Hinweis auf die Anzahl der an der Bildung des Gynoeceums beteiligten Fruchtblätter geben.
Im Querschnitt lassen die Fruchtknoten coeno-synkarper Gynoeceen eine Anzahl von Fächern, Kammern (Loculi, Loculamente) erkennen, die den Innenräumen der verwachsenen Fruchtblätter entsprechen. Die Fächer werden von echten Scheidewänden (Septen) getrennt, die von den Seitenflächen der Fruchtblätter gebildet werden. Ein coeno-synkarpes Gynoeceum besitzen z. B. die Liliengewächse.
Bei coeno-parakarpen Fruchtknoten werden keine, oder nur schwach ausgebildete Scheidewände gebildet, sie haben in der Regel einen ungekammerten Innenbereich.
Bei manchen Pflanzen finden sich im Fruchtknoten Einstülpungen oder Septen, die nicht auf die Seitenflächen von verwachsenen Fruchtblättern zurückgehen, sondern durch Wachstum, Wucherung aus der Fläche der Fruchtblätter oder vom Plazentagewebe entstehen („falsche Scheidewände“), z. B. bei einigen Kreuzblütengewächsen.
Sind die echten Scheidewände der Karpellränder im Zentrum des Fruchtknoten voneinander frei, ist er unvollständig septiert (hemi-synkarp, -parakarp). In einem Fruchtknoten können abschnittsweise mehr oder weniger gefächerte und/oder ungefächerte Bereiche vorkommen oder es können verschiedene Plazentationen vorhanden sein wie beim Granatapfel. Es kann sich bei den Fruchtknoten in der Mitte auch eine durchgängige Säule (Columella) bilden.
Vielfach sind die Karpelle im basalen Bereich synkarp, weiter distal dagegen parakarp verwachsen, darum wird häufig nicht mehr zwischen coeno-parakarp, -synkarp unterschieden, sondern nur noch alle coenokarpen Fruchtknoten generell als synkarp bezeichnet.

## Nektarien
Bei einem Gynoeceum können Septalnektarien, Scheidewandnektarien; eingesenkte Nektarien an den Berührungsflächen benachbarter Karpelle (Fruchtblätter) mit einem Ausführungsgang nach außen, ausgebildet werden. Auch können außen am Fruchtknoten Nektarien vorhanden sein. Narbensekrete können auch eine Nektarfunktion übernehmen. An einem Griffelpolster können ebenfalls Nektarien vorkommen.